# Airco DH.1
Az Airco DH.1 egy tipikus "Farman" mintájú, katonai kétfedelű repülőgép volt, amely a brit Királyi Repülő Hadtest repülőgépeként repült az első világháború alatt . Amikor már harci repülőként elavult, hatékony motorjának köszönhetően – néhány Közel-Keletre küldött példánytól eltekintve – kiképzőként és honvédelmi vadászgépként szolgált.

## Tervezés és fejlesztés
Geoffrey de Havilland volt az egyik úttörő tervező a Királyi Repülőgépgyárban, és részben vagy egészben felelős volt a legtöbb háború előtti "gyári" tervezésért. Amikor 1914-ben távozott, hogy a The Aircraft Manufacturing Company (Airco) főtervezője legyen, első terve erősen emlékeztetett az F.E.2 -re, amely az egyik utolsó terv volt, amelyen a Royal Aircraft Factoryban dolgozott.
Az F.E.2-höz hasonlóan a DH.1 is tolólégcsavaros volt, pilótáját és megfigyelőjét két nyitott tandem pilótafülkében helyezték el az orrban. A megfigyelő pilótafülkéje a pilótáé alá került, és géppuskával szerelték fel . A kétrekeszes tipikusan szövetborítású, egyenlő fesztávolságú szárnyak , lépcsőzés nélküli kialakításúak voltak, míg a stabilizátort és a kormányt két hosszú, nyitott vázú gém végén hordozták.  A típust az F.E.2b-hez hasonlóan a vízhűtéses Beardmore 120 LE -s (89 kW) soros motorral tervezték.  [N 1] Az FE2b és RE5 gyártásához azonban minden elérhető Beardmore motorra szükség volt, így a DH.1-be léghűtéses Renault 70 LE (52 kW) V8-as motort szereltek be helyette.
A prototípust a gondola oldalára erősített légszárnyakkal látták el, amelyeket 90 fokkal el lehetett forgatni, hogy légfékként működjenek, ami akkoriban szokatlan volt, bár hamarosan eltávolították őket. Rögzített hagyományos futóművel rendelkezett, a főkerekeket V-rugókkal szállították, a felfüggesztéshez tekercsrugókat és oleókat használtak.
1915 januárjában Geoffrey de Havilland vezette a DH.1 prototípusát első repülésén Hendonban. Bár a Renault-motor alulteljesített, a teljesítmény továbbra is észszerű volt, és a típus gyártását elrendelték, a kezdeti rendelés 49 darabra szólt. Az Airco már korábban is más repülőgépek építésével és tervezésével volt elfoglalva, így a DH.1 gyártását a King's Lynn -i Savages Limited vállalta fel, amely korábban vásártéri berendezéseket gyártott. [N 2] Ezek a repülőgépek egyszerűbb gumizsinóros felfüggesztést használtak, és átdolgozták a pilótafülke burkolatát, hogy jobb tűzteret biztosítsanak a megfigyelő fegyverének. A gyártás kezdetben nagyon lassú volt, és 1915 végére mindössze öt példány érte el az RFC-t.
A később gyártott gépeket az eredeti szándék szerinti Beardmore motorral szerelték fel, mivel ezek egyre erősebbek lettek. Ezt a verziót DH.1A névre keresztelték át. Bár a DH.1A tesztelése azt mutatta, hogy legalább olyan jó, mint az F.E.2b, ám ez már nem volt ajánlatos, mivel magát az F.E-t is már korszerűbb motortípusokkal szereltekre tervezték lecserélni. Ennek ellenére további 50 DH.1A-ra szóló megrendelést adtak le a Savages-nek. A. DH.1 első repülésekor már fontolóra vették az együléses változat gyártásának ” lehetőségét; és 1915 júniusára az első.DH2 már végre is hajtotta első repülését. A lényegében a DH.1 kisebb változataként tervezett DH.2 a korszak egyik legfontosabb brit vadászgépévé vált.

## Működési előzmények
A DH.1 csak a közel-keleti hadszíntéren látott el szolgálatot, ahová hat Beardmore-motoros DH.1A érkezett 1916 júliusában. Ezeket a No. 14 Squadron RFC használta kísérőként a B.E.2 -es felderítő repülőgépeihez. A típus egyetlen ismert győzelmét 1916. augusztus 2-án a 14-es DH.1A repülőszázad szerezte meg egy kétüléses Aviatik ellen. A DH.1 utolsó ismert akciója 1917. március 5-én volt, amikor egy Tel el Sheria-i bombatámadás során lelőtték az egyiket. A 14-es század 1917 novemberében egy R.E.8 egységgé lett átalakítva; valószínűnek tűnik, hogy ez volt az utolsó működő DH.1 ez előtt az időpont előtt.
43 DH.1-es szétosztva, kiképzőként szolgált, az Egyesült Királyság Honvédelmi egységeihez pedig további 24 repülőgépet vezényeltek, végül 1918-ban megkezdték őket kivonni a szolgálatból.

## Változatok
DH.1
Prototípus és korai gyártású repülőgép, amelyet 70 lóerős Renault motor hajt.
DH.1A
Körülbelül 70 legyártott példány 120 lóerős Beardmore motorral hajtott
A teljes gyártás egy prototípus és 99 DH.1 és DH.1A volt, az összes repülőgépet a Savages építette.

## Üzemeltetők
Australian Flying Corps
- Az 1. század AFC egyetlen repülőgépet (4620-as számú) üzemeltetett 1916 júniusa és júliusa között. [1]

Királyi Repülő Hadtest
- Airco DH.1ANo. 14 Squadron RFC

Műszaki adatok (DH.1)

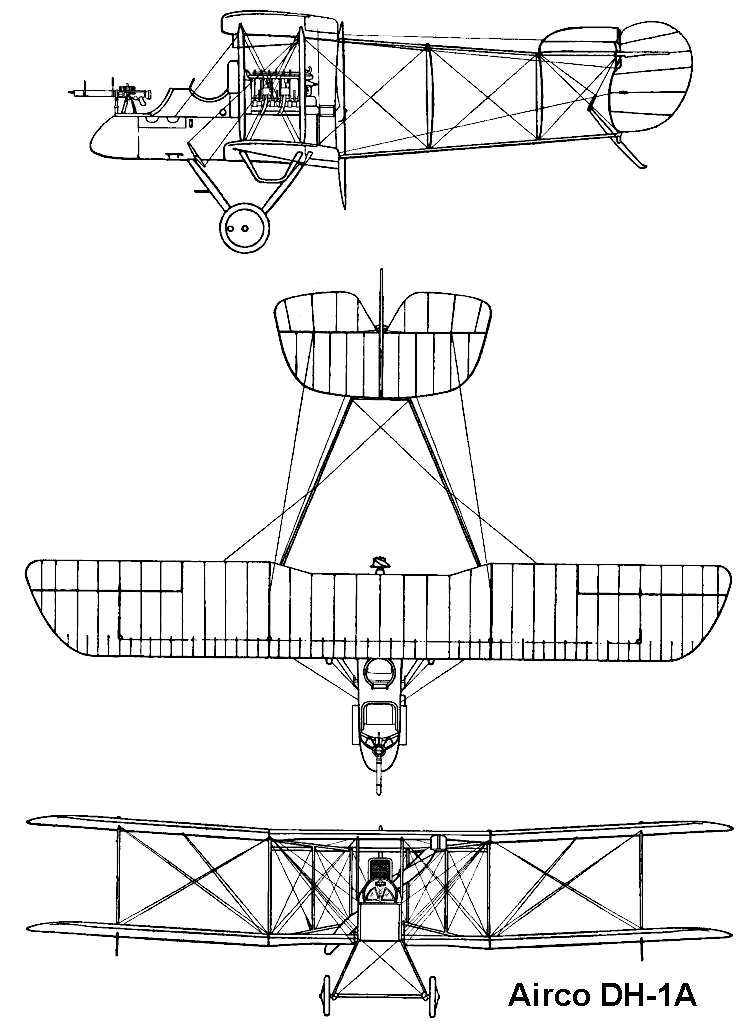
Airco DH.1A

- Személyzet: 2 fő (pilóta és figyelő)
- Hosszúság: 8,830 m
- Szárnyfesztávolság: 12,50 m
- Magasság: 3.45 m
- Szárnyfelület: 39.60 m2
- Üres súly: 615 kg
- Felszállósúly: 927 kg
- Hajtómű:1 × Renault Type W léghűtéses V-8, 70 hp (52 kW)
- Légcsavarok: rögzített állásszögű légcsavar fából

Teljesítmény
- Maximális sebesség: 130 km/h
- Emelkedési sebesség: 1.8 m/s

Fegyverzet
1 db .303 (7,7 mm) kaliberű Lewis-géppuska a megfigyelőnél

## Fordítás
Ez a szócikk részben vagy egészben  az   Airco DH.1 című angol Wikipédia-szócikk ezen változatának fordításán alapul.  Az eredeti cikk szerkesztőit annak laptörténete sorolja fel. Ez a jelzés csupán a megfogalmazás eredetét és a szerzői jogokat jelzi, nem szolgál a cikkben szereplő információk forrásmegjelöléseként.